# Dispirella truncata
Dispirella truncata är en rundmaskart som beskrevs av Nathan Augustus Cobb 1933. Dispirella truncata ingår i släktet Dispirella och familjen Cyatholaimidae. Inga underarter finns listade i Catalogue of Life.